# Kępno (województwo pomorskie)
Kępno (kaszb. Kãpno, niem. Kempen, Gabel) – wieś w Polsce położona w województwie pomorskim, w powiecie słupskim, w gminie Redzikowo. Wieś jest częścią składową sołectwa Wrzeście.
W latach 1975–1998 miejscowość administracyjnie należała do województwa słupskiego.

## Nazwa
Nazwa ma pochodzenie słowiańskie i charakter topograficzny. Powstała poprzez dodanie do nazwy pospolitej kępa „mała wzniosłość w terenie; wyspa na rzece lub jeziorze porośnięta drzewami” formantu -ino. Nazwa niemiecka Kempen jest adaptacją fonetyczną pierwotnej nazwy słowiańskiej.
Oboczna nazwa niemiecka Gabel, stosowana przede wszystkim w odniesieniu do węzłowej stacji kolejowej Kępno Słupskie, ma charakter topograficzny-metaforyczny i wywodzi się od nazwy pospolitej Gabel „widelec”, opisującej rozwidlenie torów w stronę Smołdzina i Cecenowa.
Rada Języka Kaszubskiego proponuje kaszubską formę Kãpno.